# Kappa Indus
Kappa Indus es una gigante anaranjada a 440.3 años luz(135.8 parsecs), se encuentra en la constelación del indio. Es una estrella con magnitud 5.60, y con absoluta de -0.07.

## Propiedades Fisícas
Kappa Indus es una estrella de la variante de las gigantes, tiene 100 veces la luminosidad del sol, su color anaranjado se debe a una temperatura inusual en las gigantes de 4400K, por eso su índice de color de 1.45.
Es una estrella regularme masiva con 3.72 masas solares, y un radio 4.3 radios solares.

## Tiempo de vida
Su tiempo de vida estimado ronda los 1000–100 millones de años, todavía es una estrella que no presenta ninguna inregularidad.